# Ла-Рош-Жоді
Ла-Рош-Жоді (фр. La Roche-Jaudy) — муніципалітет у Франції, у регіоні Бретань, департамент Кот-д'Армор. Ла-Рош-Жоді утворено 1 січня 2019 року шляхом злиття муніципалітетів Ангоа, Поммері-Жоді, Пульдуран i Ла-Рош-Дерріян. Адміністративним центром муніципалітету є Ла-Рош-Дерріян. Населення — 2657 осіб (01.01.2021).